# Le Tremblay-sur-Mauldre
Le Tremblay-sur-Mauldre är en kommun i departementet Yvelines i regionen Île-de-France i norra Frankrike. Kommunen ligger i kantonen Montfort-l'Amaury som tillhör arrondissementet Rambouillet. År 2022 hade Le Tremblay-sur-Mauldre 956 invånare.

## Befolkningsutveckling
Antalet invånare i kommunen Le Tremblay-sur-Mauldre
| Referens: INSEE |